# 王玉仁
王玉仁（1954年—），山东省莱芜市人。2003年7月晋升为少将军衔。

## 生平
王玉仁曾任解放軍驻港部队参谋长、2008年担任解放軍驻澳部队司令員、廣西軍區司令員、駐港部隊副司令員、官至广州军区联勤部部长职务。2014年，60岁的王玉仁少将届龄退休，其原先担任的广州军区联勤部长职务由广东省军区司令员盖龙云少将接任。